# Arányi Mária

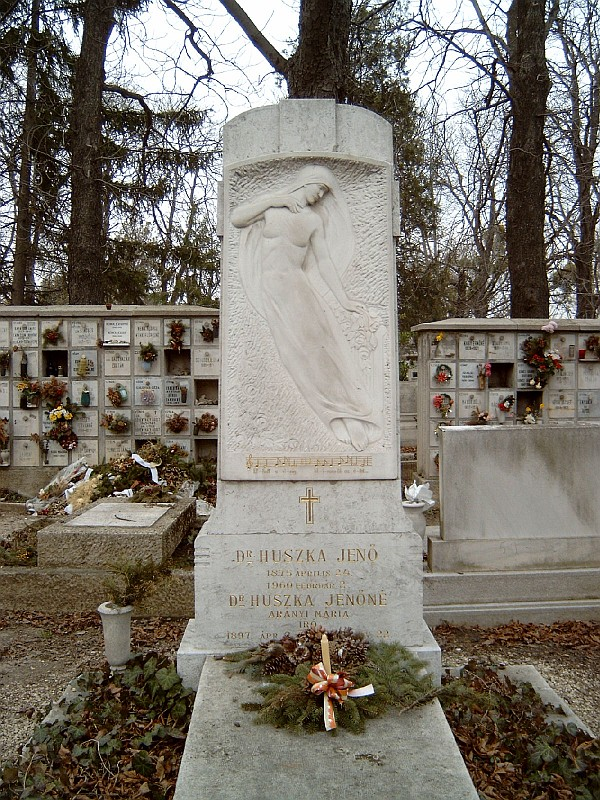
Huszka Jenő és második felesége, született Arányi Mária sírja Budapesten. Farkasréti temető: 41-1-19/20. Alkotó: Kisfaludi Strobl Zsigmond.

Arányi Mária (asszonyneve, Huszka Jenőné (Budapest, 1897. április 2. – Budapest, 1977. november 22.) magyar író, újságíró, Huszka Jenő zeneszerző második felesége.

## Életútja
A Képzőművészeti Akadémián Glatz Oszkár tanítványa volt. 1925-től az Új Barázda című parasztlap asszonyrovatának szerkesztésével foglalkozott, majd a Képes Krónika című hetilap szerkesztője lett. Kezdettől sokat dolgozott a Magyar Rádióban, többek között a nagy népszerűségnek örvendő Asszonyok tanácsadója című rovatot szerkesztette. Írói álneve Baráth Kálmán volt.

## Családja
Arányi (Felsenburg) Gusztáv (1864–1922) losonci születésű orvos és Láncz Malvin (1865–1945) lánya.
Apai nagyszülei Felsenburg Mór (1837–1899) kereskedő és Stern Berta, anyai nagyszülei Láncz Sámuel (1820–1900) háztulajdonos és Sichermann Laura voltak.
Első férje Török István császári és királyi főhadnagy volt, akihez 1917. november 29-én ment férjhez. 1928-ban elváltak.
1928. augusztus 4-én Budapesten házasságot kötött Huszka Jenő zeneszerzővel. Gyermekük Jenő.

## Főbb művei
- Aki nem tud bánni a férfiakkal (Bp., 1928)
- A boldogság iskolája (Bp., 1937)
- Öcsike naplója (Bp., 1940)
- A kis háziasszony (Bp., 1941)
- Legendás magyar nők (Bp., 1941)
- Szellő szárnyán. Huszka Jenő életének regénye (Bp., 1977)

## Emlékezete
Férjéve közös sírja Budapesten, a Farkasréti temetőben található.